# 鄧聲興
鄧聲興博士（英語：Tang Sing Hing, Kenny）（1968年—），前君陽證券董事兼行政總裁（原為AMTD證券業務部總經理），兼任香港特別行政區選舉委員會委員。
鄧聲興是香港股票市場上的投資分析評論員，同是為香港股票分析師協會主席及以多份報章雜誌專欄作家和電台財經節目主持人。
鄧聲興畢業於澳洲Edith Cowan University取得金融及財務管理學位，其後於中國人民大學取得經濟學博士學位，博士研究方向為現代證券投資理論。1995年成為澳洲銀行及財務公會高級會員，並於1997-2000年曾擔任香港大學專業進修學院證券分析課程導師。現時為香港理工大學專業進修學院及香港持續教育書院導師。他早年於九龍美孚新邨二期成長，1986年畢業於香港培正中學。而他的母親曾是電台新聞報導員。

## 專欄撰稿
《都市日報》、《明報》、《經濟一週》和《東方新地》

## 節目主持
新城財經台財經節目《股壇IN壹PAIR》，有線電視財經節目

## 職銜
- 香港股票分析協會主席
- 澳洲銀行及財務公會高級會員
- 香港特別行政區選舉委員會委員 (2017-2022)

## 著作
- 《股市指南王》，皇冠出版社（香港）有限公司 ISBN 9789882160514
- 《致富王道8個投資金律》，藍天圖書 ISBN 9789628980123
- 《鄧聲興投資心法》，經要文化出版有限公司 ISBN 9789628805211
- 《投資基本法》，壹出版有限公司 ISBN	9789625775173

## 教席
香港大學專業進修學院，香港理工大學專業進修學院，香港持續教育書院，香港浸會大學，澳門大學任教有關財經的課程

## 學歷
- 畢業於香港培正中學
- 澳門東亞大學商科副學士學位
- 澳洲Edith Cowan University （页面存档备份，存于）金融及財務管理學位
- 中國人民大學經濟學博士

## 簡歷
- 東亞銀行見習生
- 東泰證券研究部董事
- 泓福資產管理執行董事
- AMTD證券業務部總經理

## 家庭
2011年2月與前財經公關葉麗青（Maggie Yip）結婚，2015年11月誕下一子一女。與前妻離婚多年。

## 外部連結
- 鄧聲興 - 博客誌
- 頭條日報 開工前落盤 / 頭條名家本周心水 （页面存档备份，存于）
- 鄧聲興 AMTD證券業務部總經理 （页面存档备份，存于）
- Quamnet.com 港股行情新聞 名家縱論 鄧聲興
- 邓声兴 - 港股通 - Powered by UCenter Home
- 邓声兴-专栏-腾讯财经 （页面存档备份，存于）